# ACICOM
ACICOM és una associació cívica creada el novembre del 2009 al País Valencià. El seu eix d'acció són els mitjans i les cultures de la comunicació, la defensa dels drets de la ciutadania valenciana i tots els aspectes relacionats amb la dieta mediàtica en formats de premsa, ràdio, editorial, televisió i altres.
ACICOM és una associació de consumidors que fa activisme en àmbits com la llibertat d'expressió, el dret a la informació i el dret d'accés de la ciutadania als mitjans de comunicació.
L'associació duu a terme diverses actuacions com per exemple la presentació de llibres (incloent una línia editorial de publicacions) o la realització de debats, jornades i conferències. Recentment també consta d'un gabinet jurídic que s'ocupa d'aspectes com la llibertat d'expressió, la manipulació informativa, el gènere en els mitjans de comunicació, la publicitat enganyosa o el patrimoni audiovisual.
Algunes de les iniciatives amb més impacte social que l'associació ha organitzat són el Cicle de Cinema Compromès (CCC) o el Quiosc Valencià. El CCC comença l'any 2015 amb la projecció de diversos productes audiovisuals d'autors valencians. Amb els anys es constitueix com un festival dedicat al gènere documental que projecta pel·lícules sobre les diverses realitats socials de l'entorn local valencià. Al voltant d'aquest cicle de cinema social també s'organitzen xerrades i debats d'anàlisi i reflexió.
Juntament amb l'Associació de Publicacions Periòdiques Valencianes (APPV) i amb el suport de la Federació Escola Valenciana, l'Associació d'Editors del País Valencià, la Xarxa d'Emissores Municipals Valencianes, Acció Cultural del País Valencià i la Unió de Periodistes Valencians l'any 2011 es posa en marxa el Quiosc Valencià, una web en format de portal-quiosc que permet a l'usuari accedir a un catàleg de publicacions en valencià.